# Miroslav Ćirković
Miroslav Ćirković (* 13. März 2000) ist ein bosnischer Fußballspieler.

## Karriere
Ćirković begann seine Karriere beim FC Pasching. 2014 kam er in die AKA Linz, in der er bis 2018 spielte. Im Juli 2017 debütierte er für die LASK Juniors OÖ in der Regionalliga, als er am zweiten Spieltag der Saison 2017/18 gegen die Union St. Florian in der 65. Minute für Albin Ramadani eingewechselt wurde.
Zu Saisonende stieg er mit den Juniors in die 2. Liga auf. In der Aufstiegssaison kam er in 13 Spielen in der Regionalliga zum Einsatz und blieb dabei ohne Treffer.
Sein Debüt in der zweithöchsten Spielklasse gab er im Juli 2018, als er am ersten Spieltag der Saison 2018/19 gegen die Zweitmannschaft des FC Wacker Innsbruck in der Startelf stand und in der 59. Minute durch Marcel Monsberger ersetzt wurde.
Zur Saison 2019/20 wechselte er leihweise zum Regionalligisten ATSV Stadl-Paura. In zwei Jahren in Stadl-Paura kam er zu 21 Regionalligaeinsätzen, in denen er ein Tor erzielte. Zur Saison 2021/22 wurde er an den Zweitligisten SK Vorwärts Steyr weiterverliehen. Für Vorwärts kam er zu insgesamt acht Zweitligaeinsätzen. Zur Saison 2022/23 wurde er dann fest verpflichtet. Nach zwölf Einsätzen im Herbstdurchgang 2022/23 wurde sein Vertrag im Dezember 2022 aufgelöst.
Anschließend wechselte er im Januar 2023 zum Regionalligisten WSC Hertha Wels. Für Wels absolvierte er 60 Regionalligaspiele, ehe er mit der Hertha 2025 als Meister in die 2. Liga aufstieg.